# Lars Fohlin
Lars Fohlin, född 1934 i Norrköping, död 1997, var en svensk målare och tecknare. Han var far till Paula Fohlin.
Fohlin studerade konst för Lennart Rodhe vid Konstakademien i Stockholm. Separat ställde han ut på Galleri Ikaros och i samlingsutställningar med Kristianstads konstförening. Hans konst består av expressionistiska landskap och människoskildringar ofta med motiv från Arildstrakten och Billinge. Han tilldelades Kristianstads konstförenings stipendium 1974. En minnesutställning med Fohlins konst visades på Tomarps kungsgård i Kvidinge 2007. Fohlin är representerad vid Malmö museum, Helsingborgs museum, Norrköpings konstmuseum och Höganäs museum.